# Villemorin
Villemorin là một xã trong tỉnh Charente-Maritime trong vùng Nouvelle-Aquitaine, tây nam nước Pháp. Xã Villemorin nằm ở khu vực có độ cao từ 48-101 mét trên mực nước biển.